# Batalla de San Juan de Payara
La Batalla de San Juan de Payara fue una batalla ocurrida el 26 de abril de 1837 cerca del poblado de San Juan de Payara, Apure; entre las fuerzas del coronel Francisco Farfán y las fuerzas de José Antonio Páez que defendían el gobierno.

## Hechos
El coronel Francisco Farfán se había alzado en Guayana a comienzos de 1837 solicitando la restitución de la Gran Colombia y el poder máximo de Santiago Mariño, tras lo que marchó al Apure y puso sitio a San Fernando de Apure. José Antonio Páez salió en defensa del gobierno constitucional a la cabeza de una columna de vanguardia formada por 60 efectivos de caballería, llegando al Apure derrotó a Farfán cerca de San Juan de Payara.
Francisco Farfán tuvo 150 muertos, entre ellos su hermano Juan Pablo Farfán. El coronel Farfán huyó poco después hacia la Nueva Granada donde se refugió. Páez fue aclamado como el «León de Payara» y recibe el título de «ciudadano esclarecido» por su defensa del poder civil.